# Louise Lehzen
Johanna Clara Louise Lehzen (Hanôver, 3 de outubro de 1784 - Buckeburgo, 9 de setembro de 1870), mais conhecida por Baronesa Louise Lehzen, foi uma governanta e, mais tarde, conselheira e companheira da rainha Vitória do Reino Unido.
Filha de um pastor luterano de Hanôver, Louise entrou ao serviço da Duquesa de Kent e do seu marido, o príncipe Eduardo Augusto, em 1819. Cinco anos depois tornou-se governanta da única filha do casal, a princesa Vitória. Louise tornou-se muito protectora da princesa, que vivia numa casa controlada pelo Sistema de Kensington que tinha sido implementado pela duquesa e pelo seu controlador, Sir John Conroy. "A querida e boa Lehzen" acabaria por se tornar a pessoa mais adorada aos olhos de Vitória, ainda mais do que a própria mãe.
Vitória ficou no segundo lugar da linha de sucessão ao trono britânico em 1827. Para impedir que a princesa ficasse rodeada apenas de plebeus, o rei Jorge IV elevou Louise a baronesa do reino de Hanôver. Lehzen encorajou a princesa a tornar-se forte, culta e independente da influência da sua mãe e de Conroy, o que levou a conflitos tanto entre mãe e filho como entre a duquesa e a governanta. As tentativas por parte da duquesa para dispensar a governanta, que tinha apoiado os reis Jorge IV e Guilherme IV, não tiveram sucesso.
Quando Vitória se tornou rainha em 1837, Lehzen tornou-se uma espécie de secretária privada não-oficial, tendo recebido aposentos ao lado dos de Vitória. O casamento da rainha com o príncipe Alberto de Saxe-Coburgo-Gota em 1840 trouxe grandes mudanças à vida no palácio. Alberto e Lehzen odiavam-se mutuamente e, depois de a Princesa Real sofrer uma doença em 1841, Lehzen foi discretamente dispensada. A sua relação próxima com a rainha terminou, apesar de as duas continuarem a trocar correspondência. Lehzen passou os seus últimos anos de vida em Hanôver com uma pensão generosa, tendo falecido em 1870.

## Família e Primeiros Anos
Johanna Clara Louise Lehzen nasceu em Hanôver no dia 3 de Outubro de 1784, a mais nova de sete filhas e dois filhos do pastor luterano Joachim Friedrich Lehzen e da sua esposa Melusine Palm. Forçada pelas circunstâncias a trabalhar para ganhar a vida desde cedo, Lehzen começou a servir os von Marenholtz, uma família aristocrata alemã, onde obteve excelentes referências.
Com base nestas referências, Lehzen passou a servir a princesa Vitória de Saxe-Coburgo-Saalfeld em Dezembro de 1819, tornando-se governanta da princesa Feodora de Leiningen, na altura com doze anos de idade, filha do primeiro casamento da princesa com o príncipe de Leiningen. A princesa Vitória estava casada com o príncipe Eduardo Augusto, duque de Kent e Strathearn, que, na altura, estava no quarto lugar da linha de sucessão ao trono britânico. Lehzen mudou-se com os restantes criados do casal para Inglaterra em 1819, para que a duquesa de Kent, que estava grávida, pudesse dar à luz lá, o que aumentaria as probabilidades de a criança se candidatar ao trono. A criança era uma menina que foi baptizada com os nomes Alexandra Vitória em honra da sua mãe e de um dos seus padrinhos, o czar Alexandre I da Rússia. No futuro, seria a rainha Vitória.

## Tutora da Princesa Vitória

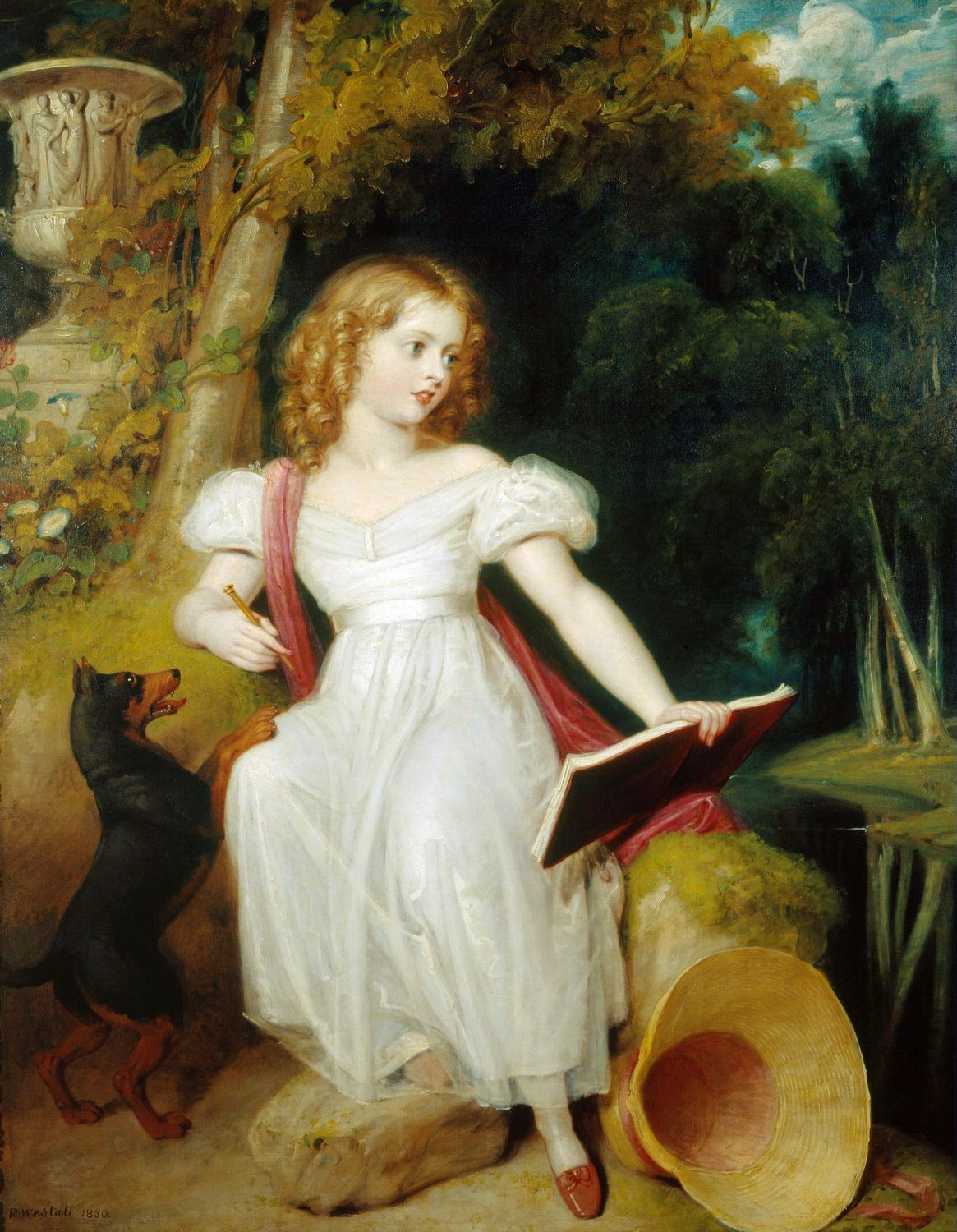
A princesa Vitória enquanto criança.

O duque de Kent morreu inesperadamente em 1820, sendo seguido pouco depois pelo seu pai, o rei Jorge III. O tio de Vitória, o príncipe regente, subiu ao trono como Jorge IV. Vitória estava então no terceiro lugar da linha de sucessão, depois dos seus tios, o duque de Iorque e o duque de Clarence, ambos de idade avançada e sem herdeiros legítimos. Como Vitória era a herdeira mais provável, teve de ser educada para o papel de rainha. Feodora tinha agora catorze anos e já não precisava de uma governanta. Depois de Mrs. Brock, a ama de leite, ser dispensada, Lehzen, como sempre foi conhecida na casa, passou a ser responsável por Vitória, na altura com cinco anos de idade, em 1824. A duquesa e o seu controlador, John Conroy, escolheram-na não só por ser alemã, já que não queriam uma inglesa, mas também porque não acreditavam que ela fosse capaz de desobedecer às suas ordens.
O historiador do século XX, Christopher Hibbert, descreveu Lehzen como "uma mulher bonita, apesar do nariz e do queixo pontiagudos, inteligente, emocional e sem sentido de humor." Apesar de nos primeiros tempos Vitória ter temido a severidade de Lehzen, não demorou a preferir a sua companhia à de todas as outras pessoas que viviam no palácio, incluindo a da própria mãe, a duquesa de Kent. Lehzen encorajou a princesa a não confiar na mãe e nas amigas dela, e a manter a sua independência. A governanta não se interessava por dinheiro e não tinha ambições para si, preferindo dedicar o seu tempo e energia à princesa. Vitória chegou mesmo a chamar Lehzen de "mãe" e "minha querida Daisy" em privado, escrevendo em cartas que Lehzen era "a amiga mais afectuosa, dedicada, afeiçoada e humilde que tenho". Uma das medidas do Sistema de Kesington exigia que Vitória fosse sempre acompanhada por Lehzen a partir de 1824. Consequentemente, a governanta não tinha permissão para deixar Vitória até que a duquesa a dispensasse à noite e tinha também de segurar a mão de Vitória quando ela descesse as escadas.

### Baronesa Lehzen
Em 1827, o duque de Iorque morreu, fazendo com que o duque de Clarence se tornasse herdeiro e colocando Vitória no segundo lugar da linha de sucessão. Conroy queixou-se que a princesa não deveria ficar rodeada de plebeus, o que levou o rei Jorge IV a dar títulos tanto ao controlador como a Lehzen. A governanta tornou-se baronesa do reino de Hanôver. Jorge IV morreu em 1830 e foi sucedido pelo seu irmão mais novo, o duque de Clarence, que se tornou o rei Guilherme IV. Guilherme reconheceu formalmente Vitória como sua herdeira. Segundo Lehzen, por volta desta altura, aconteceu uma das cenas mais conhecidas da vida de Vitória, na qual a governanta colocou uma cópia da árvore genealógica da Casa de Hanôver num livro de estudo de Vitória. Depois de a analisar durante algum tempo, Vitória percebeu que o seu pai seria o próximo na linha de sucessão depois do seu tio e que a rainha Adelaide não tinha filhos. Foi a primeira vez que Vitória compreendeu o destino que muitos já assumiam que lhe estava reservado desde o seu nascimento: que seria a próxima rainha britânica. Depois de uma pausa, Vitória terá dito: "Vou ser boa." Esta história tornou-se uma lenda para as gerações inglesas que se seguiram.
O rei Guilherme nomeou a sua amiga, a duquesa de Northumberland, governanta oficial de Vitória em 1831, mas o seu papel era, acima de tudo, cerimonial, e a princesa continuou a depender de Lehzen. A duquesa foi dispensada em 1837 pela mãe de Vitória, a duquesa de Kent, por ter tentado aumentar a sua influência na educação da futura rainha. Durante esta época, Lehzen não tinha qualquer posição oficial na corte. Apesar de ter obtido um título, o seu estatuto de plebeia continuava a ser um obstáculo.

### A Educação de Vitória
O desejo da duquesa e de Conroy de manter Vitória dependente das suas vontades era contrário ao de Lehzen, que desejava que a sua pupila se tornasse numa mulher forte e informada. À medida que Vitória crescia, Conroy e a duquesa fizeram várias tentativas para que que Lehzen fosse dispensada ou pelo menos para que tivesse menos influência. Estas tentativas não tiveram sucesso, uma vez que a princesa ainda se tornou mais dedicada à sua governanta do que antes, como provam os seus diários. A única amiga verdadeira de Lehzen na casa, a baronesa Spath, tinha sido dispensada inesperadamente em 1828 por Conroy. Na altura correu o rumor de que Spath tinha testemunhado "familiaridades" entre Conroy e a duquesa. Membros da corte do rei Jorge IV especularam que Lehzen seria a próxima a sair, mas a baronesa preferiu não se pronunciar sobre o assunto e manteve a sua posição. Em 1835, a duquesa de Kent escreveu uma carta severa à sua filha, exigindo-lhe que tomasse uma atitude mais formal e tivesse uma relação menos íntima com Lehzen. Nesse mesmo ano, no qual Vitória completou dezasseis anos de idade, os planos para dispensar Lehzen caíram por terra depois de esta ter cuidado atenciosamente da princesa durante uma doença que durou cinco semanas. Lehzen ajudou uma Vitória enfraquecida a recusar assinar um documento preparado por Conroy e pela sua mãe que lhe garantiria uma posição no governo quando a princesa se tornasse rainha. Durante o tempo em que manteve a sua posição de governanta, Lehzen recebeu o apoio de Jorge IV, Guilherme IV e outro tio de Vitória, o rei Leopoldo I da Bélgica, porque todos acreditavam que ela era vital para a saúde, felicidade da princesa e, acima de tudo, para continuar a ajudá-la a resistir à influência de Conroy.
A educação que Vitória recebeu de Lehzen foi rudimentar, mas sólida. Ao contrário do que era costume na época, a governanta, o doutor George Davys e outros habitantes do palácio, tentaram encorajar Vitória a gostar de adquirir conhecimento. Davys era responsável pelo "departamento mais sólido dos seus estudos", enquanto Lehzen se concentrava "nos departamentos mais ornamentais", tais como a dança. Com uma "educação iluminista" a princesa aprendeu a falar francês, alemão, latim e inglês, gostava de história, e aprendeu economia, geografia, matemática, política, arte e música. Lehzen era severa, mas recompensava a princesa quando ela era obediente. Também ao contrário do que era uma prática comum na época, Lehzen raramente castigava Vitória corporalmente, pelo menos não existem registos sobre tal junto dos habitantes do palácio.

## Vitória no Poder
Quando Vitória subiu ao trono em 1837, Lehzen teve uma posição proeminente na sua coroação e passou a ter um lugar na corte. Lehzen passou a viver no Palácio de Buckingham como uma espécie de secretária não-oficial, era a ligação principal para as residências reais e tinha as chaves do palácio como sinal da sua posição. Outro sinal do seu poder era o facto de a sua assinatura ser necessária para todos os pagamentos efectuados no palácio. Nesta altura parece que Lehzen tinha substituído a mãe de Vitória tanto em influência como em afecto. Os aposentos de Lehzen ficavam junto aos da rainha, enquanto a duquesa de Kent estava instalada numa suite de quartos afastada de Vitória. Durante os primeiros anos de reinado de Vitória, principalmente antes do seu casamento com o príncipe Alberto de Saxe-Coburgo-Gota em 1840, Lehzen tinha uma influência muito significativa nas opiniões políticas e nos assuntos pessoais da rainha, apesar de escolher não se envolver demasiado em assuntos de estado. Mesmo depois do casamento da rainha, Lehzen continuou a ter uma porta privada da qual só ela tinha a chave para o quarto do casal real, algo que desagradava a Alberto.

### Ultrapassada Pelo Príncipe Alberto

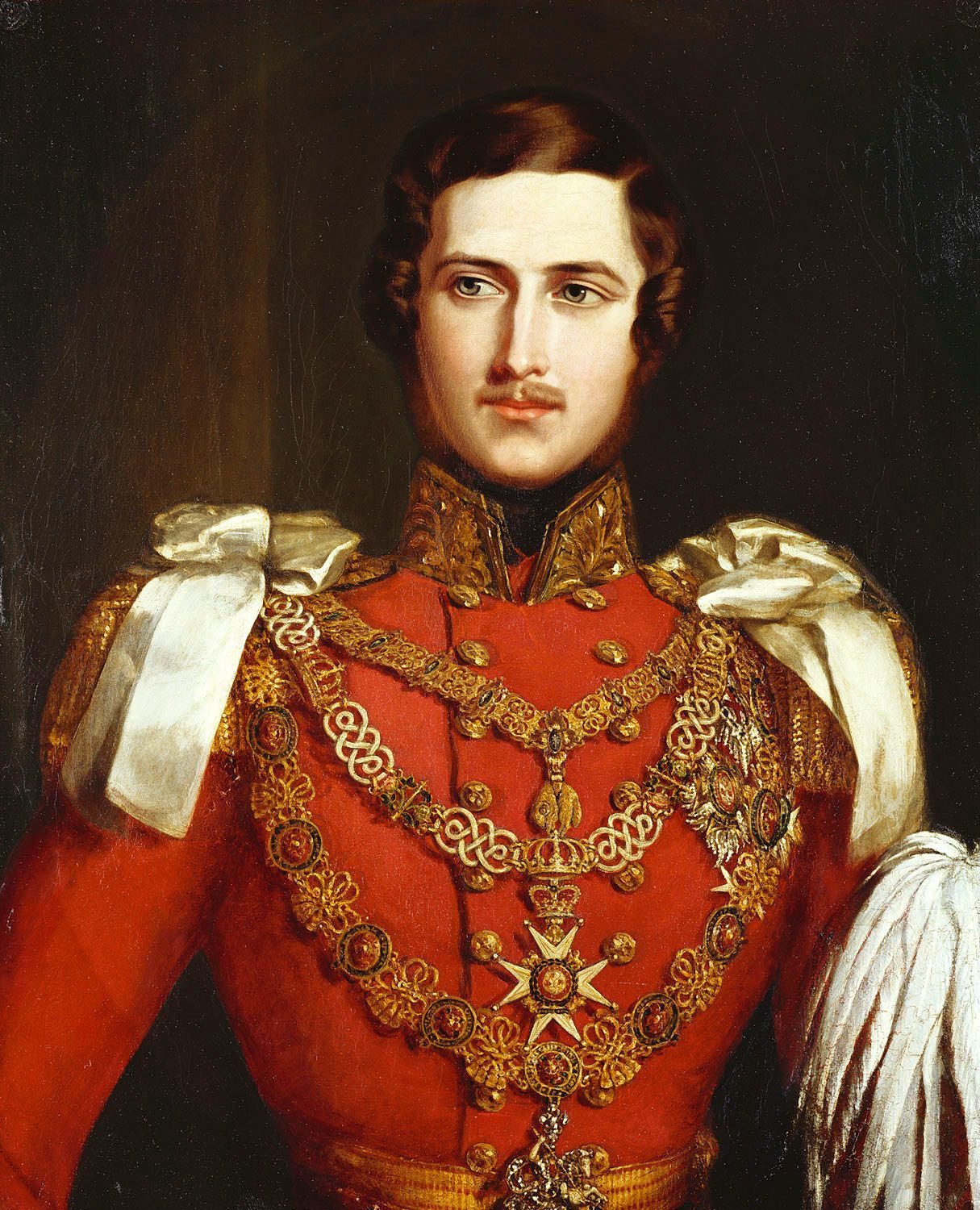
O príncipe Alberto de Saxe-Coburgo-Gota.

A chegada do príncipe Alberto trouxe mudanças significantes à casa de Vitória. Lehzen tinha-se oposto às ambições dos Coburgo para casar a rainha com Alberto, porque acreditava que a sua pupila deveria tornar-se "uma segunda rainha Isabel, virgem e independente da influência masculina." Alberto era bem-educado e tinha acabado de concluir uma digressão educativa pela Europa depois de uma estadia na Universidade de Bonn. A corte de Vitória não gostava das suas tendências puritanas alemãs. Lehzen e Alberto não demoraram a odiar-se mutuamente. Lehzen tentava dominar Alberto de várias formas e ele achava-a repugnante e pouco digna da amizade da rainha, chamando-lhe "a bruxa" e "uma intriguista louca e estúpida".
Quando nasceu a primeira filha do casal, a princesa real Vitória, a 22 de Novembro de 1840, a rainha confiou a Lehzen a tarefa de escolher o pessoal para o berçário. Lehzen escolheu Mrs. Southey, Mrs. Roberts e Sir James Clark para responsáveis do berçário, apesar de Alberto afirmar que James Clark não tinha qualificações para tal posição, uma vez que a sua reputação tinha ficado comprometida no ano anterior devido ao caso de Lady Flora Hastings. Algum tempo depois, a princesa-real acabaria por adoecer, mas o incompetente doutor Clark declarou que era um caso sem importância, recomendando que a bebé tomasse cloreto de mercúrio. Por causa do remédio, a princesa ficou gravemente doente. Alberto, que era muito dedicado à sua filha mais velha, mostrou a Vitória a incompetência do pessoal que tinha sido escolhido pela baronesa. O casal ficou zangado e, depois de uma discussão, Alberto declarou que deixaria o assunto nas suas mãos majestosas e na sua cabeça caso a criança morresse. Pouco depois desta discussão, Vitória cedeu ao ultimato do marido e dispensou Lehzen, argumentando que tal tinha acontecido devido à saúde da baronesa. Para Alberto, Lehzen era uma criada que tinha tentado subir na vida, e queria que Vitória apenas confiasse nele.
Os registos sobre as razões pelas quais Lehzen foi dispensada variam. O diarista Charles Greville escreveu que a baronesa estava de saída "por causa da sua saúde (diz ela), vai ficar fora cinco ou seis meses, mas não se espera que regresse." Contudo, o jornal The Times afirmou que a baronesa ia apenas visitar amigos à Alemanha. Depois da sua partida, o conselheiro da família, o barão Stockmar, disse sobre o caso: "o príncipe não teve grande dificuldade em livrar-se de Lehzen. Ela foi tonta o suficiente para contestar a sua influência e não se conformar com a mudança da sua posição (...) se ela o tivesse feito e se tivesse reconciliado com o príncipe, poderia ter ficado no palácio até ao fim da vida."

## Morte e Legado
Quando Lehzen foi dispensada da corte em 1842, regressou ao seu país natal, a Alemanha, passando a viver na vila de Buckeburgo, perto de Hanôver com a sua irmã, dependendo da generosa pensão que Vitória lhe enviava, e cobriu as paredes da casa com retratos da rainha. Apesar de a sua irmã ter morrido poucos meses depois da sua chegada, a baronesa continuou a manter financeiramente os seus vários sobrinhos e sobrinhas. Lehzen continuou a ter muito carinho por Vitória e a rainha escrevia regularmente à sua antiga governanta, primeiro uma carta por semana e depois uma por mês, a pedido de Lehzen. Quando foi visitar os seus parentes à Alemanha, Vitória visitou-a duas vezes em privado. A baronesa morreu em Buckeburgo, a 9 de Setembro de 1870, onde foi enterrada no cemitério de Jetenburger. A rainha Vitória mandou construir um memorial em sua honra. Após a morte de Lehzen, a rainha falou dela com gratitude pela sua relação, mas comentou "depois de eu subir ao trono, ela tornou-se bastante difícil e ainda mais quando me casei (...) [Tal não acontecia] com má intenção, apenas devido à ideia errada que tinha de dever e afecto para comigo."
Durante o tempo que passou na corte inglesa, Lehzen chamou atenção fora das paredes do palácio devido à sua relação íntima com Vitória. Foi criticada pela influência que tinha junto da rainha, principalmente pelas facções que não gostavam da influência alemã na corte. Alguns panfletos, grande parte deles escrito pelo partido conservador, queixavam-se da "estranha a conspirar no nosso país" e dos "conselheiros maléficos" que rodeavam Vitória. Um destes em particular, publicado com o título de "Carta de Aviso à Baronesa Lehzen" declarava que "uma certa senhora estrangeira puxava os fios de uma conspiração diabólica da qual Lady Flora foi a primeira vítima," referindo-se ao caso de Flora Hastings. De forma mais positiva, o The Times descreveu-a em certa ocasião como tendo apenas "uma situação confidencial e de grande importância sobre a pessoa da Soberana." Um sinal da influência política que possuía foi o facto de, em 1838, terem surgido rumores falsos de que a baronesa se tinha convertido ao partido trabalhista e que tinha recebido "uma proposta de casamento urgente" do primeiro-ministro trabalhista, o visconde Melbourne. Apesar de todo o criticismo, a historiadora Gillian Gill fala de como Lehzen era honesta e frugal, mesmo depois de Vitória ter subido ao trono, parece aparente que a baronesa não pediu dinheiro nem uma posição mais importante, preferindo simplesmente permanecer na companhia da rainha. O historiador K. D. Reynolds acrescenta que Lehzen teve uma grande influência na personalidade e na moral de Vitória, oferecendo-lhe a força de vontade que esta precisou para sobreviver à sua infância conturbada e aos seus primeiros anos como rainha. Contudo, nem toda a sua influência foi positiva. Reynolds também especula que a crise do quarto de 1839 se deu em parte devido ao medo de Vitória perder a sua governanta.
A baronesa Lehzen já foi retratada em vários filmes e séries de televisão. Foi retratada por Renée Stobrawa no filme alemão de 1936, Mädchenjahre einer Königin, por Greta Schröder nos filmes Victoria the Great e Sixty Glorious Years, Barbara Everest no filme de 1941, The Prime Minister, por Magda Schneider na série de televisão The Story of Vickie de 1954, por Olga Fabian num episódio da série Hallmark Hall of Fame, Patience Collier em Edward the Seventh, Diana Rigg na série de televisão Victoria & Albert de 2001, Jeanette Hain no filme de 2009 The Young Victoria”, e pela atriz alemã Daniela Holtz, na série britânica “Victoria”, da rede ITV.